# Rögla
Rögla är en bebyggelse i Skårby socken i Ystads kommun, Skåne län. SCB avgränsade här en småort mellan 1990 och 2020. Vid avgränsningen 2020 klassades bebyggelsen och bebyggelse omkring som en tätort, som av SCB benämns Trunnerup, Bleckstorp och Rögla som även täcker ett område i Skurups kommun.

## Befolkningsutveckling
| Befolkningsutvecklingen i Rögla/Trunnerup, Bleckstorp och Rögla 1990–2020 | Befolkningsutvecklingen i Rögla/Trunnerup, Bleckstorp och Rögla 1990–2020 | Befolkningsutvecklingen i Rögla/Trunnerup, Bleckstorp och Rögla 1990–2020 | Befolkningsutvecklingen i Rögla/Trunnerup, Bleckstorp och Rögla 1990–2020 | Befolkningsutvecklingen i Rögla/Trunnerup, Bleckstorp och Rögla 1990–2020 |
| ------------------------------------------------------------------------- | ------------------------------------------------------------------------- | ------------------------------------------------------------------------- | ------------------------------------------------------------------------- | ------------------------------------------------------------------------- |
|                                                                           |                                                                           |                                                                           |                                                                           |                                                                           |
| År                                                                        |                                                                           |                                                                           | Folkmängd                                                                 | Areal (ha)                                                                |
| 1990                                                                      | 1990                                                                      |                                                                           | 62                                                                        | 13#                                                                       |
| 1995                                                                      | 1995                                                                      |                                                                           | 88                                                                        | 15#                                                                       |
| 2000                                                                      | 2000                                                                      |                                                                           | 66                                                                        | 15#                                                                       |
| 2005                                                                      | 2005                                                                      |                                                                           | 76                                                                        | 16#                                                                       |
| 2010                                                                      | 2010                                                                      |                                                                           | 79                                                                        | 16#                                                                       |
| 2015                                                                      | 2015                                                                      |                                                                           | 125                                                                       | 52#                                                                       |
| 2020                                                                      | 2020                                                                      |                                                                           | 204                                                                       | 113                                                                       |
| Anm.: # Som småort.                                                       |                                                                           |                                                                           |                                                                           |                                                                           |